# Heartlines
Heartlines è un singolo del gruppo musicale neozelandese Broods, il secondo estratto dal secondo album in studio Conscious e pubblicato il 10 giugno 2016.
Il brano è stato scritto dai fratelli Georgia e Caleb Nott in collaborazione con Joel Little, che funge anche da produttore, e della cantante connazionale Lorde.

## Video musicale
Il video musicale del brano, diretto da Dano Cerny e prodotto in partenariato con Microsoft, è stato pubblicato il 27 giugno 2016 sul canale Vevo del duo. Esso vede la partecipazione dell'attrice neozelandese Rose McIver, nota per esser la protagonista della serie televisiva iZombie.

## Tracce
Download digitale
1. Heartlines – 3:17 (Georgia Nott, Caleb Nott, Joel Little, Ella Yelich-O'Connor)

Download digitale – Remix
1. Heartlines (Cheat Codes remix) – 3:19

## Classifiche
| Classifica (2016–17)        | Posizione massima |
| --------------------------- | ----------------- |
| Nuova Zelanda (heatseekers) | 3                 |
| Stati Uniti (adult top 40)  | 37                |